# Спиро Ристовски
Спиро Ристовски (на македонска литературна норма: Спиро Ристовски) е политик от Северна Македония.

## Биография
Роден е на 6 юли 1981 година в град Скопие. През 2005 година завършва Юридическия факултет на Скопския университет. Между 2007 и 2008 година е заместник-директор на Агенцията за супервизия на капиталното пенсионно осигуряване. От 2008 е заместник-министър на труда и социалната политика, а през 2011–2013 година — министър. През 2013–2014 е министър на образованието, след което остава заместник-министър в същото министерство.